# Charlie Bit My Finger
Charlie Bit My Finger는 2007년 당시 유튜브에서 가장 많이 시청된 것으로 유명한 인터넷 바이럴 비디오였다. 2022년 10월 기준, 이 비디오는 8억 9,700만 건 이상의 조회수를 기록했다. 2021년 5월, 이 비디오는 경매에서 NFT로 70만 달러 이상에 팔렸다. 5월 24일, 이 비디오는 비상장으로 설정되었다.
UTC 2007년 5월 22일에 유튜브에 업로드 된 56초 길이의 이 비디오에는 영국에서 온 두 형제인 해리 데이비스카(3세)와 찰리 데이비스카(1세)가 등장한다. 둘 다 의자에 앉아있는 찰리는 해리의 손가락을 깨물어 둘 모두를 즐겁게 한다. 해리는 손가락을 다시 찰리의 입에 넣기 전에 "찰리가 나를 물었다"고 말하고, 찰리는 본격적으로 손가락을 물어뜯는다. 찰리는 해리가 비명을 지르기 시작할 때 손가락을 뺄 때까지 계속해서 해리의 시위가 거세질 때까지 손을 잡고 있다. 해리는 낄낄거리는 동생과 함께 항의한다. 해리 역시 곧 "찰리가 나를 어떻게 물었는지"를 보고 미소 짓지만, 그것이 얼마나 아픈지에 대해서는 슬퍼한다.
2021년 7월 23일, 2016년 12월 31일 이전의 모든 "목록에 없는" 비디오를 자동으로 비공개로 표시하는 유튜브의 정책 변경으로 인해 해당 비디오는 비공개로 전환되었다. 유튜브는 2021년 6월 23일, 변경 내용이 적용되기 전 30일간의 경고로 변경 내용을 발표했다
2021년 5월에는 찰리 비트미 "오피셜 리믹스"와 "해리, 찰리와 함께 작업" NFT가 경매에 부쳐졌다.

## 같이 보기
- 인터넷 밈 목록